# 大橋アヤノ
大橋 アヤノ（おおはし アヤノ、2000年4月13日 - ）は、日本のファッションモデル。愛知県出身。株式会社SGMedia所属。

## 略歴
SGM新人スカウトオーディションに合格し、SGMへ所属した。メイクアーティスト兼モデルを目指しており、モデル活動をしながら美容系の専門学校に通っている。
覚えやすくということで、芸名を大橋アヤノからayano.に改め、 同じくSGM所属の市川莉乃とともにYouTubeチャンネル「ピンキードール / PinkyDolle」で動画配信をしている。
2020年1月、AbemaTVの恋愛リアリティーショー「いきなりフォーリンラブ」に出演する。

## 出演

### 雑誌
- LOVEggg[9]（2018 12月号スナップ掲載）

### テレビドラマ
- 出張鑑定人・宝来伝吉パート2（2016年2月27日、フジテレビ）[要出典]

### ネット番組
- いきなりフォーリンラブ（2020年、AbemaTV）[8][10]